# Саса
Саса или шумарица (лат. Anemone) је род зељастих дикотиледоних биљака из фамилије љутића (Ranunculaceae). Име је изведено од грчких речи anemos-ветар и mone-живљење, зато што су неке врсте пронађене на ветровитим местима. То је прилично велик род отпорних зељастих биљака лепих цветова. Неке имају гомољасто (кртоласто) корење.

## Врсте
| врста           | висина         | боја цветова              | цветање               |
| --------------- | -------------- | ------------------------- | --------------------- |
| A.apennina      | 15cm           | ружичаста, плава, бела    | март                  |
| A.baldensis     | 15cm           | бела, делимично ружичаста | од маја до јуна       |
| А.blanda        | 15cm           | плава                     | од јануара до марта   |
| A.canadensis    | 85cm           | бела                      | јун                   |
| A.coronaria     | 22cm до 30cm   | различите                 | пролеће               |
| A.fanninii      | 100cm до 130cm | бела                      | јун                   |
| A.x fulgens     | 35cm           | скрлетна анемона          | мај                   |
| A.gluciifolia   | 35cm до 100cm  | бледољубичаста            | лето                  |
| A.hortensis     | 33cm           | различито                 | пролеће               |
| A.hupehensis    | 35cm до 100cm  | ружичасто                 | од августа до октобра |
| A.x hybrida     | 130cm до 170cm | ружичасто                 | од августа до октобра |
| A.magellanica   | 15cm           | жућкастобело              | јун                   |
| A.multifida     | 15cm до 30cm   | црвена, бела, жута        | јун                   |
| A.narcissiflora | 30cm           | жућкастобело, ружичасто   | од маја до јуна       |
| A.nemorosa      | 15cm           | бела                      | пролеће               |
| A.palmata       | 15cm           | бела, златножута          | мај                   |
| A.pavonina      | око 30cm       | различите нијансе         | у марту-априлу        |
| A.ranunculoides | 23cm до 30cm   | златножута                | март                  |
| A.rivularis     | око 60cm       | бела                      | мај                   |
| A.rupicola      | око 30cm       | бела                      | од маја до јуна       |
| A.sylvestris    | 30cm           | бела                      | април                 |
| A.tetrasepala   | 95cm           | бела                      | од маја до јуна       |
| A.vitifolija    | 60cm           | бела                      | лето                  |